# ニコライ・ギカロ
ニコライ・フョードロヴィチ・ギカロ（ロシア語: Николай Фёдорович Гикало、1896年3月20日 - 1938年4月25日）は、ロシア帝国の革命家、ソビエト連邦の政治家。

## 生涯
1896年3月20日（ユリウス暦8日）に、ロシア帝国ヘルソン県オデッサの労働者階級に生まれたロシア人。1915年にチフリス軍医学校を卒業し、同年から1917年まで軍医として従軍した。同年7月からボリシェヴィキの党員となり、翌1918年3月からグロズヌイ市委員会議長および市ソビエト執行委員会議長、5月からソビエト軍司令官となり、8月から11月にかけて同地で白軍コサック部隊との戦いを指揮した。翌1919年にはボリシェヴィキ・カフカース地方委メンバーとなり、1920年までテレク州とダゲスタン州でアントーン・デニーキンの軍と戦った。1919年には赤旗勲章を授与され、1920年から翌1921年まではテレク州ソビエト執行委副議長も務めている。
1921年からボリシェヴィキ山岳州委責任書記、同年（あるいは1923年）から1925年まで中央委南東局メンバー、1924年から翌年まで北カフカース地方委煽動・宣伝部部長、1925年から1927年8月まで同委書記並びに第二書記を歴任。同年までは共産主義アカデミーでマルクス・レーニン主義を学んでいた。1927年から翌1928年までは中央委中央アジア局組織部部長および局員を務めた。1929年から翌1930年まではウズベキスタン共産党中央委書記であり、1929年8月までは第一書記も務めている。同月5日からはレヴォン・ミルゾヤンの下で混乱した文化政策を立て直すためにアゼルバイジャン共産党中央委第一書記に任じられたが、結果を出すことができず翌1930年8月5日に退任した。
1930年から翌1931年まで連邦共産党中央委組織・指導部副部長、1931年2月から翌1932年1月までモスクワ市およびモスクワ州委書記・組織部部長を歴任。同月23日から1937年3月18日まで（実際には1月25日まで）は白ロシア共産党中央委 (be) 第一書記を務め、1935年3月には農業分野における功績を賞してレーニン勲章を授与された。同国においては中央執行委員会および革命軍事ソビエトのメンバーも務め、またソビエト連邦中執委メンバーも務めた。
1930年7月から1934年1月まで連邦共産党中央監査委 (ru) メンバー、同年2月から1937年10月までは連邦共産党中央委員候補。同年2月から10月まではウクライナ共産党ハリコフ州委第一書記、同年3月から翌1938年1月までは同党中央委政治局メンバーであった。しかし、1937年10月11日にはNKVDによって逮捕され、イギリスのスパイとの罪状により死刑判決を下された。そして1938年4月25日に銃殺刑に処せられたが、1955年10月に連邦最高裁軍事参議会によって名誉回復がなされた。
ギカロの名は、チェチェン共和国の村（ギカロ）やウラジカフカス (ru)、そしてミンスクの通りに残されている。また、グロズヌイの人民友好広場 (ru) には、ガプル・アフリエフ (ru)、アスランベク・シェリポフとともにギカロの記念碑 (ru) が建てられている。